# Jimmy Chappell
Jimmy Chappell, född 25 mars 1915 i Huddersfield, död 3 april 1973, var en brittisk ishockeyspelare.
Chappell blev olympisk guldmedaljör i ishockey vid vinterspelen 1936 i Garmisch-Partenkirchen.